# مايك موراي (لاعب هوكي الجليد)
مايك موراي هو لاعب هوكي الجليد كندي، ولد في 29 أغسطس 1966 في كينغستون في كندا.

## وصلات خارجية
- مايك موراي على موقع دوري الهوكي الوطني (الإنجليزية)
- مايك موراي على موقع قاعة مشاهير الهوكي (لاعب أن.إتش.أل) (الإنجليزية)
- مايك موراي على موقع EliteProspects.com (الإنجليزية)
- مايك موراي على موقع HockeyDB.com (الإنجليزية)
- مايك موراي على موقع Hockey-Reference.com (الإنجليزية)